# Grand prieuré d'Auvergne
Le grand prieuré d'Auvergne était un prieuré de l'ordre de Saint-Jean de Jérusalem. Il s'agissait du seul grand prieuré de la langue d'Auvergne. Il a eu pour prieuré Olloix, Lureuil, Bourganeuf et enfin Lyon.

## Historique

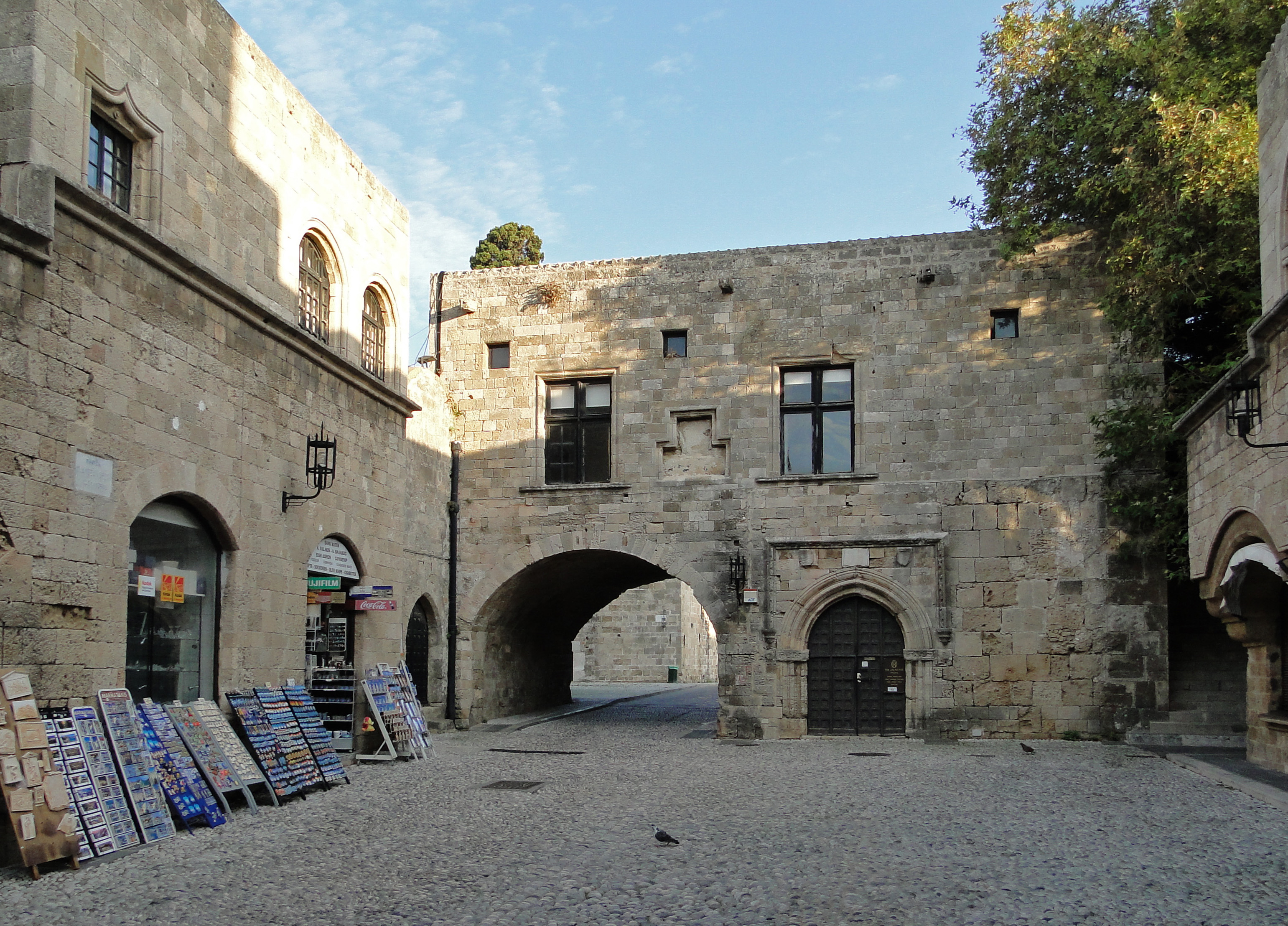
Auberge de la Langue d'Auvergne.

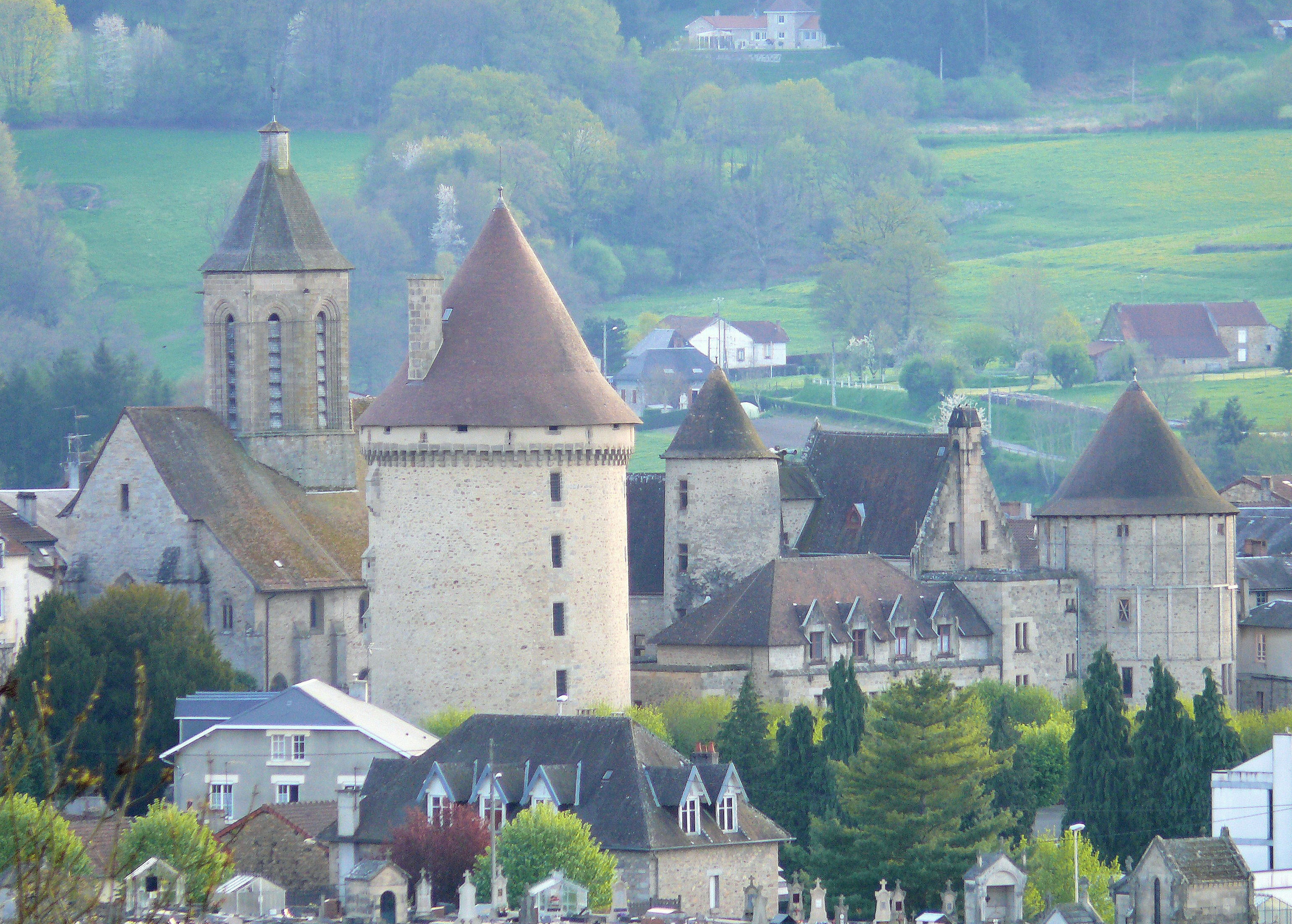
Bourganeuf, capitale de la Langue d'Auvergne de 1530 à 1787.

## Les prieurs

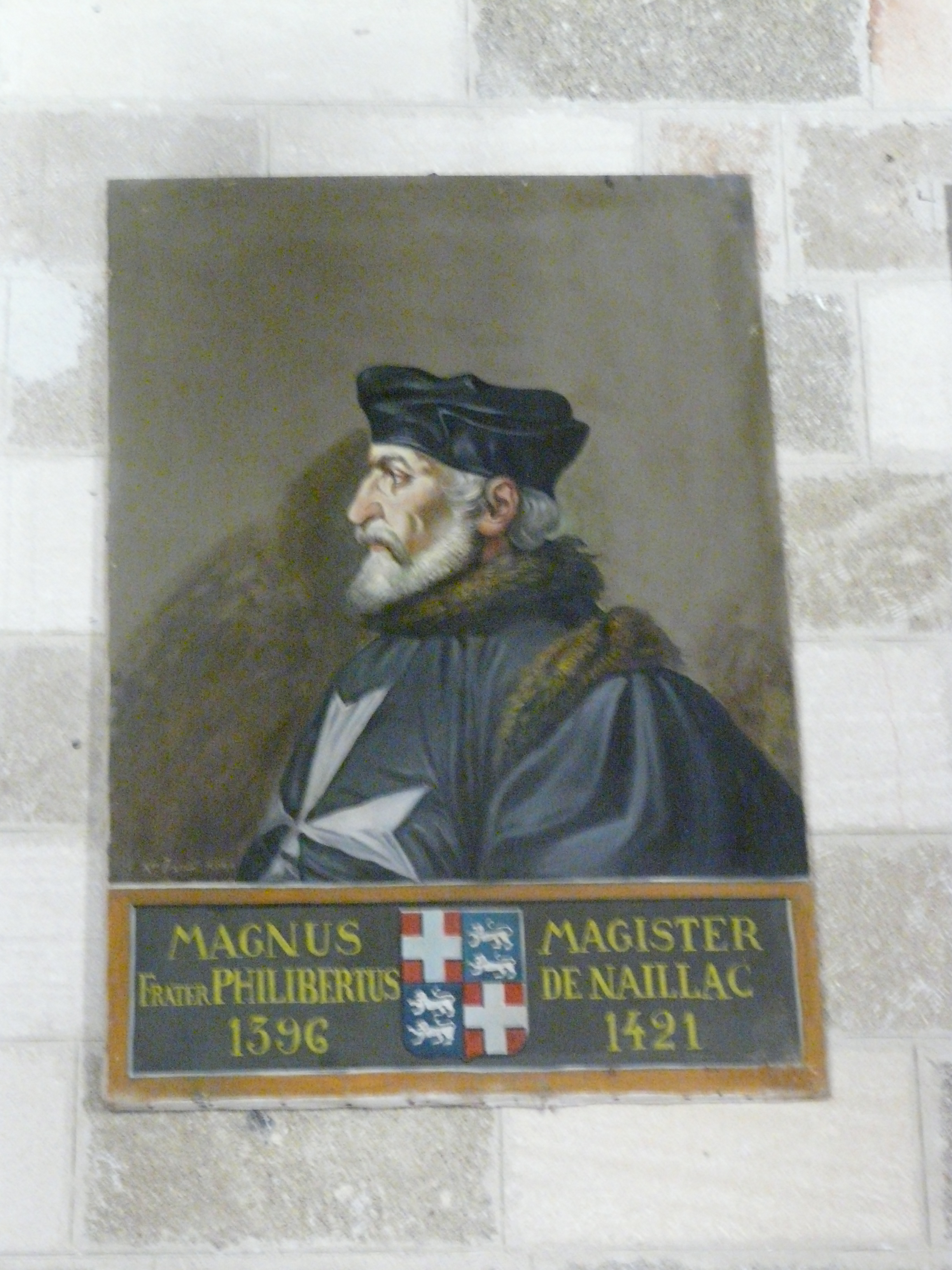
Philibert de Naillac.

Parmi les prieurs de la Langue d'Auvergne, quelques-uns devinrent grands maîtres de l'Ordre. Parmi eux, du XIVe au début du XVIe siècle :
- Philibert de Naillac (1396-1421),
- Jean de Lastic (1437-1454),
- Jacques de Milly (1454-1461),
- Pierre d'Aubusson (1476-1503)
- Guy de Blanchefort (1512-1513).

### Liste des prieurs
La liste ci-dessous correspond à celle publiée par le chanoine Parinet en 1931. Les noms auxquels sont adjoints une référence supplémentaire ne figuraient pas dans cette publication ou ont fait l'objet de publications ultérieures.

#### Prieuré d'Olloix

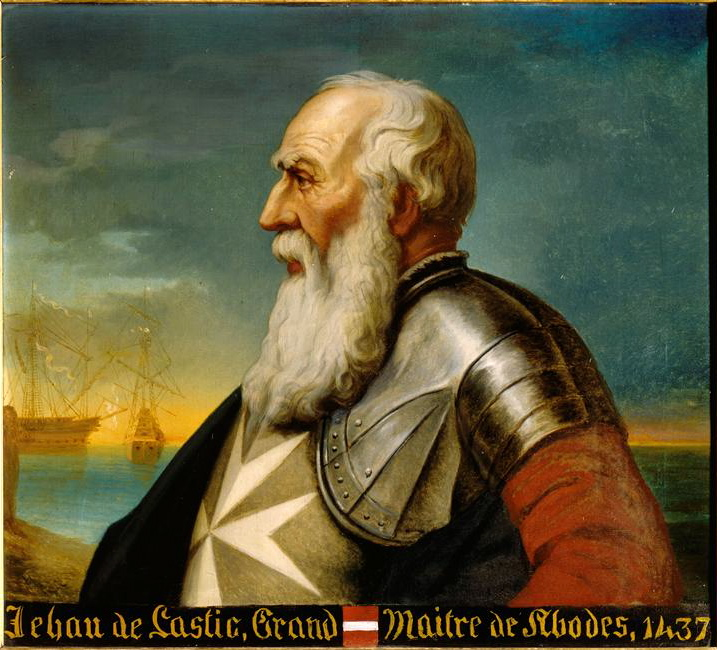
Jean de Lastic.

- Jean de Lastic.Bertrand de Barres (c.1243-1245)[2] ; Prieur de Saint-Gilles (1239-1242)[3]
- Atenulfus (1245-1248, mort en 1282)[4]
- Chatard de La Forest dit de Bulhon (1248-1260/61, il meurt en 1282)[5]
- Robert de Montrognon (1260/61-1277)[6]
- Étienne du Broc (1277/78-1282)[7]
- Hugues/Robert de Salhens (1284)[8]
- Guillaume Audebert (1288) ; commandeur de Montchamp (1280)
- Maurice d’Ornon (1293-1297)
- Pons de Faÿ / Pons du Fay (1301-1309)[9] ; Commandeur de Devesset (1294, 1298, 1300)
- Eudes de Montaigut / Odon de Montaigu (1312-1344)[9] ; Assistant et conseiller du Grand Maître Foulques de Villaret au moment où celui-ci octroya les premières franchises de Bourganeuf (19 avril 1308)Jacques de Milly.Pierre d'Aubusson.Renaud de Faÿ (1347-1351)
- Robert de Chaslus (1353-1360)
- Astorg de Dienne (1365)

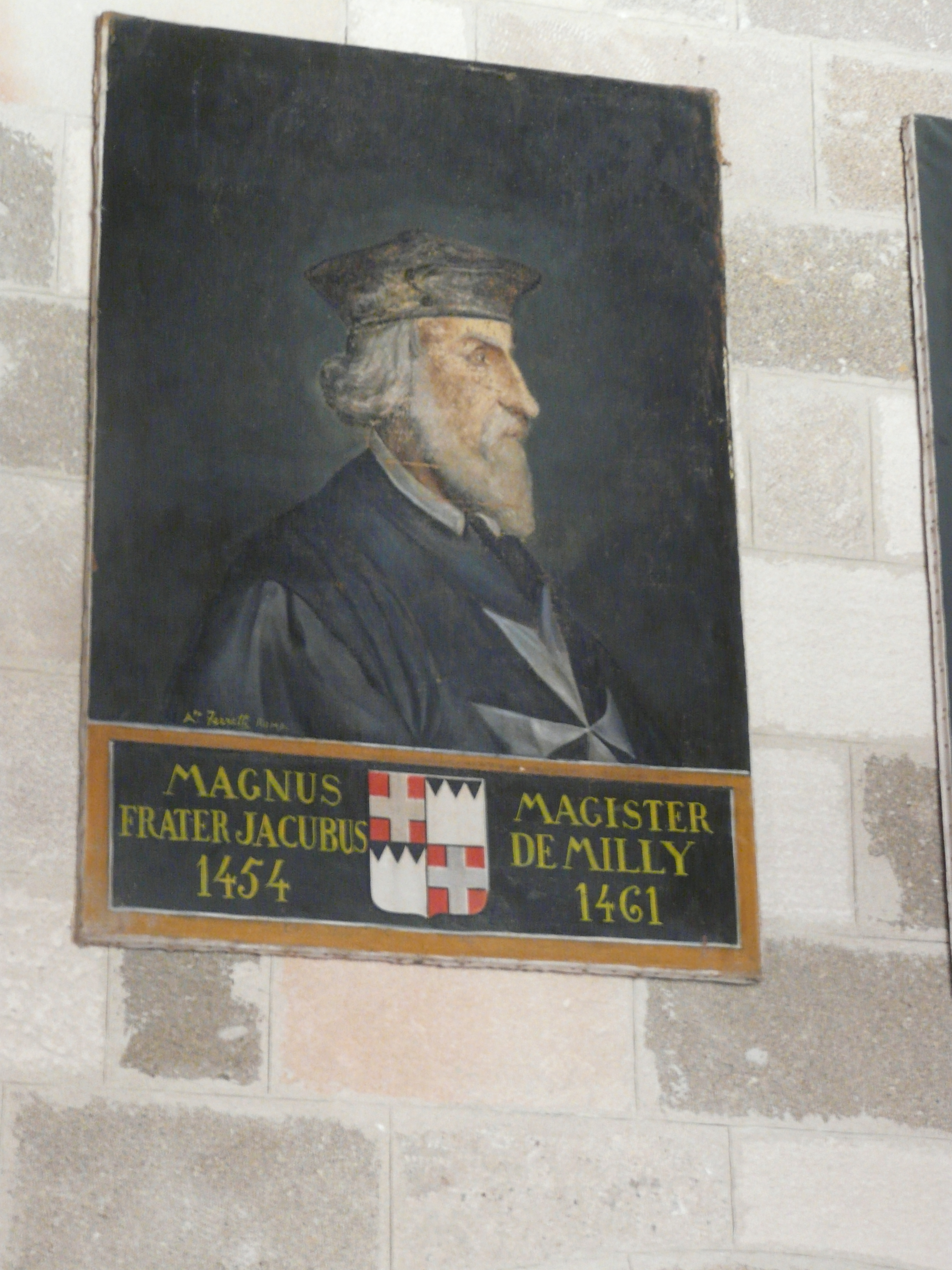
Jacques de Milly.

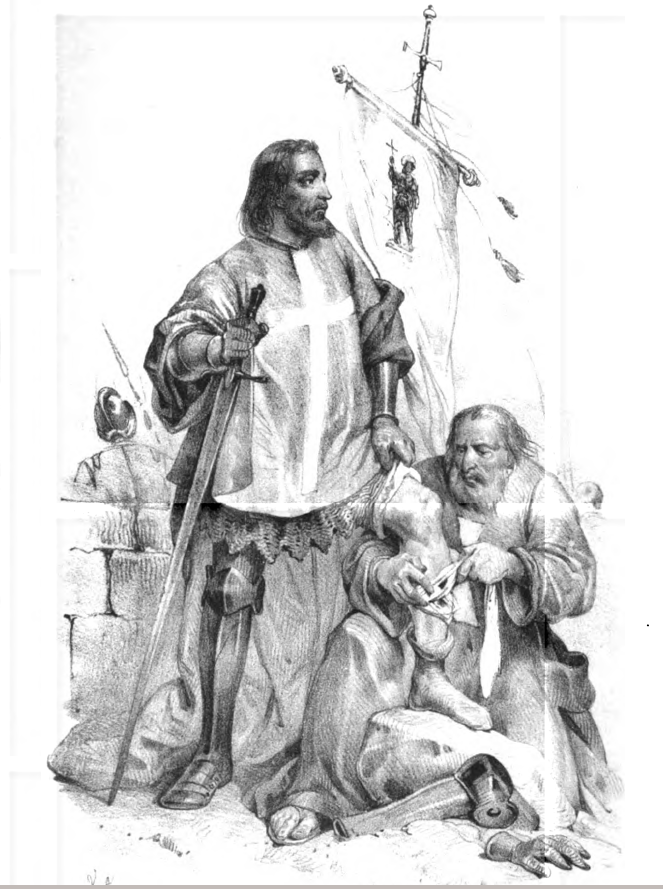
Pierre d'Aubusson.

- Guy de La Tour (1367-1369) : le premier à cumuler la dignité de prieur d’Auvergne et celle de commandeur de Bourganeuf.
- Robert de Châteauneuf (1373-1391)
- Renaud de Faÿ (1391)
- Philibert de Naillac (1391-1396)
- Jean de Pennevere (1401-1402)
- Jacques Ttirel (1402-1426)
- Jean de Lastic (1427-1437). Il fit construire la tour qui porte son nom. Commandeur de Carlat.
- Louis de Saint-Sébastien (1440)
- Jacques Corelly (avant 1445)
- Jacques de Milly (1445-1454). C’est lui qui octroya à Bourganeuf sa charte de franchise (1449) et permit l’organisation de la commune.
- Aymard du Puy (1457-1466)[10]
- Jean Cotet (1466/67-jan. 1475)[11]

#### Prieuré de Lureuil
- Pierre d'Aubusson (1475-1476)
- Jean de Sacconin (1476-...)[12]
- Eynard du Puy (1479) [à vérifier]
- Guillaume de Chaslus (1480-1482/83)[9]
- Guy de Blanchefort (1483-1512). Il fit construire la tour connue sous le nom de Tour Zizim destinée à la résidence surveillée du prince turc Djem, frère du sultan Bayézid II.
- Jean Dadeu (1515-1517)
- Aymar du Puy (1519-1521), homonyme et probablement neveu d'Aymar du Puy qui a été prieur de 1457 à 1466[13]

#### Prieuré de Bourganeuf
- Gabriel du Chier (1531-1540)

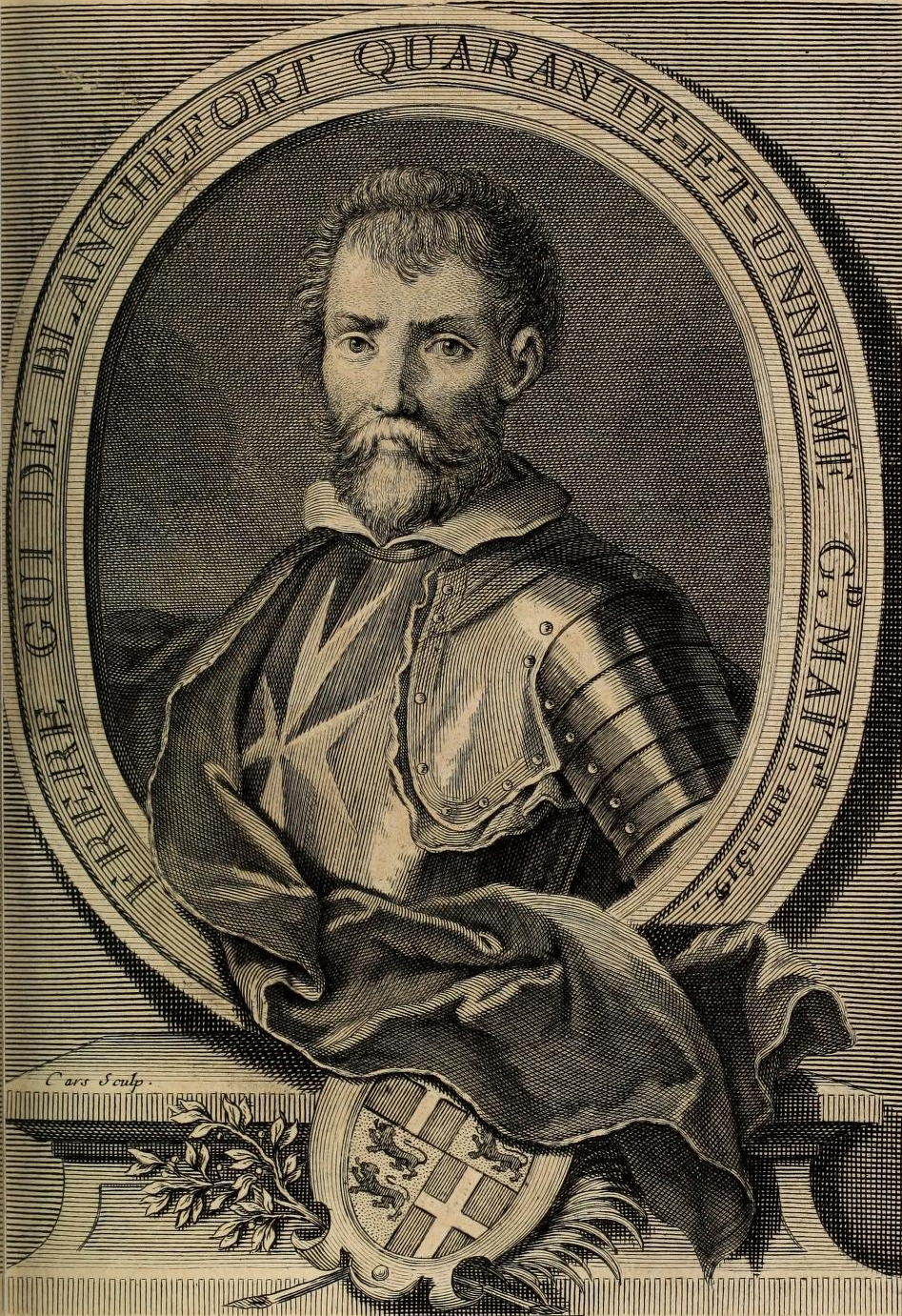
Guy de Blanchefort.

- Aymery des Réaulx (1542-1547). À l’origine du terrier de 1543.
- Humbert de Murinais (1547-1555) ; Commandeur de Saint-Firmin de Mésage (1557)[14]
- Jean L’évesque La Cassière (avant 1572)
- Louis de Lastic (1572-1576)
- Louis de La Chambre (1577-1590)
- Étienne de Fraignes (1579)
- Antoine de Villars (1580)
- Baron de Bellegarde (1594)
- Claude de Montmorillon (1582-1609) À l’origine du terrier de 1609, rédigé par les notaires royaux Joseph Chastenet et Jean Ladrac.
- Pierre de Sacconay (1610-1619)
- Louis de Saulzet d'Estignières (1622-1639)
- Just de Fay-Gerlande (1627-1631)
- François de Cremeaux (1640-1642)
- Philippe des Gouttes (1644-1649)
- César de Grolée de Viriville (1649-1663)
- Jean de Forsac (1663-1674)
- Jacques de Villelume (1681-1683)
- Jean de Saint-Maur de Lourdoueix (1683-1687)
- Paul de Félines de La Renaudie (1698-1710)
- Pierre la Chapelle de Jumillac (1717)
- Léonard-François de Chevriers de Saint-Maurice (1723-1727)
- Charles-Joseph de La Renaudie (1727-1728)
- Claude-François, comte de Lescheraine (1728-1748)
- Amable de Villelume de Thianges (1748-1757).
- Georges de Sales (1758-1759)
- Pierre-Joseph-Guy de Bosredon de Vatanges (1759-1770)
- Pie de Passion de Sainte-Jay (1771-1775)
- Gabriel de Montaignac de Chauvance (1775-1779)
- Jacques de Soudeilles (1780-1783)
- Claude-Marie de Sainte-Colombe-L'Aubespin (1783-1787)

#### Prieuré de Lyon
- Claude-Marie de Sainte-Colombe-L'Aubespin (1787-1789)
- François-Nicolas Le Prunier de Lemps (1789-1791)

## Les possessions de l'ordre en Auvergne

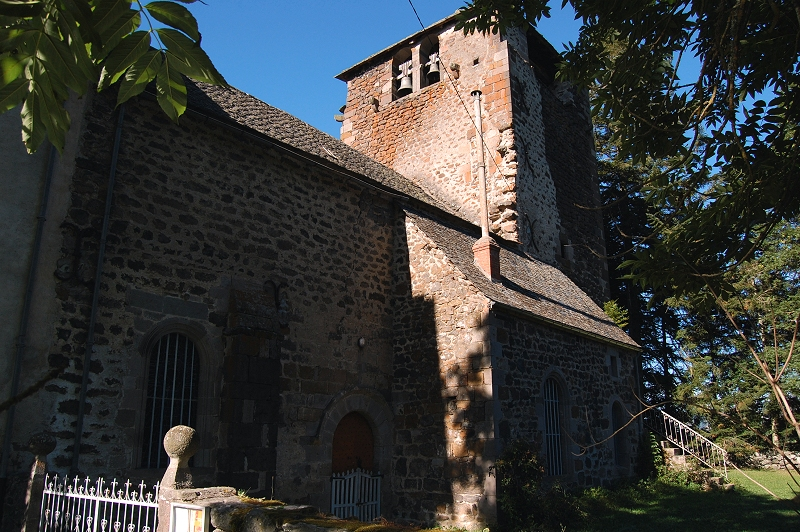
Commanderie de Celles.

### Allier
- La Racherie, commune de Contigny.
- Le Mayet-d'École, canton de Gannat ;
- Huvert, commune de Liernolles ;
- Temple de La Marche ou Saint-Jean de Charroux (après 1312 à Charroux) ;
- Temple de Palluet ou Temple de Saint-Pourçain.
- Temple de Salles, commune de Saint-Germain-de-Salles.

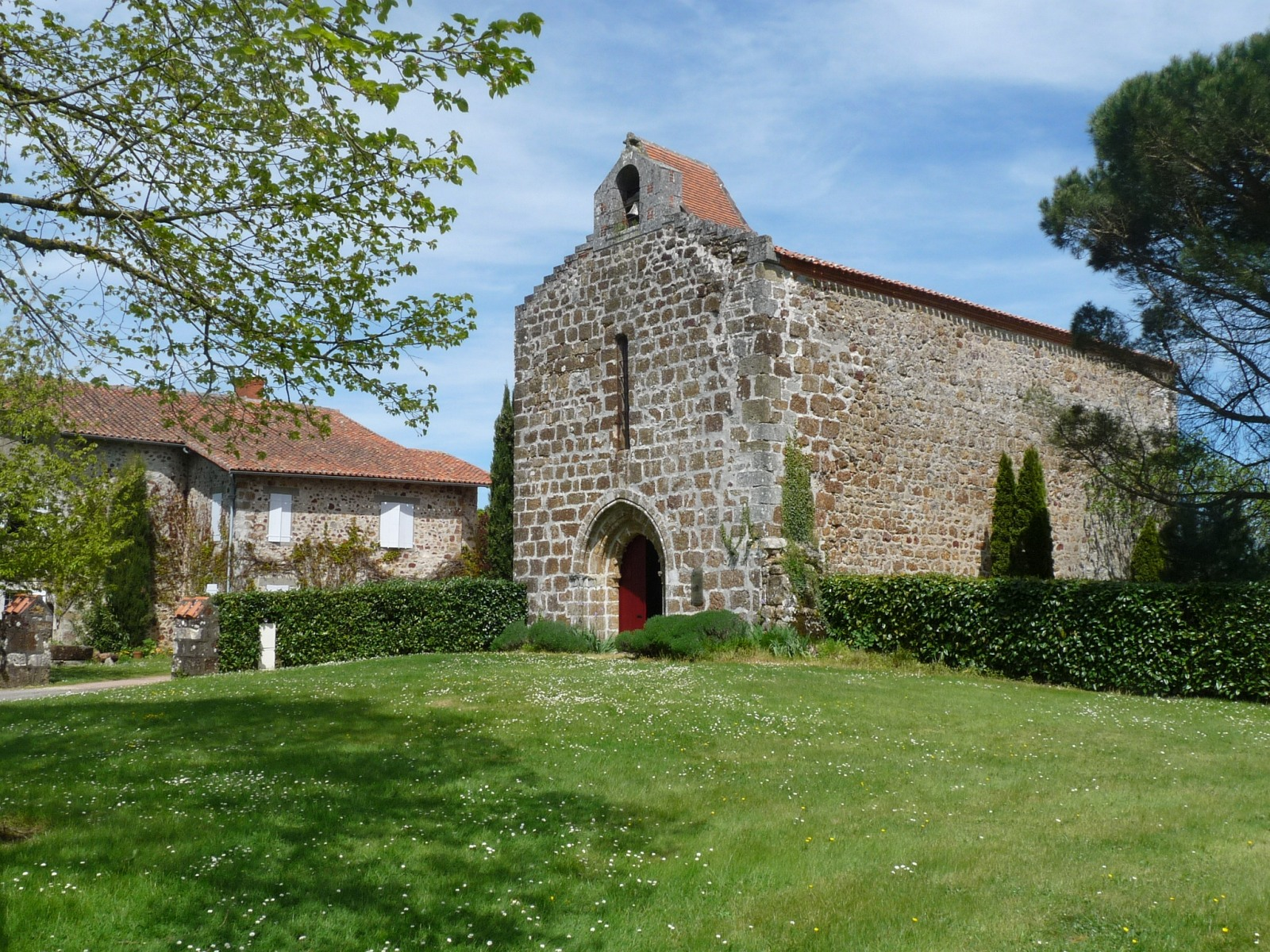
Commanderie du petit-madieu.

- Temple de Vichy.

### Ardèche
- Commanderie de Devesset
- Commanderie Saint-Georges d'Annonay
- Commanderie Sainte-Epine-lès-Tournon
- Commanderie de Jalès
- Commanderie de Trignan

### Cantal
- Commanderie de Carlat
- Temple de Celles, commune de Celles,
- Temple Montfort, commune d'Arches,
- Temple d'Ydes, commune d'Ydes (membre de la commanderie du Pont-Vieux (Puy-de-Dôme).)
- Temple de Courtille, commune de Vebret,
- Temple de Fournoulx, commune de Fournoulès,
- Temple de Montchamp, canton de Saint-Flour,
- Commanderie de Saint-Jean-de-Donne, commune de Saint-Simon

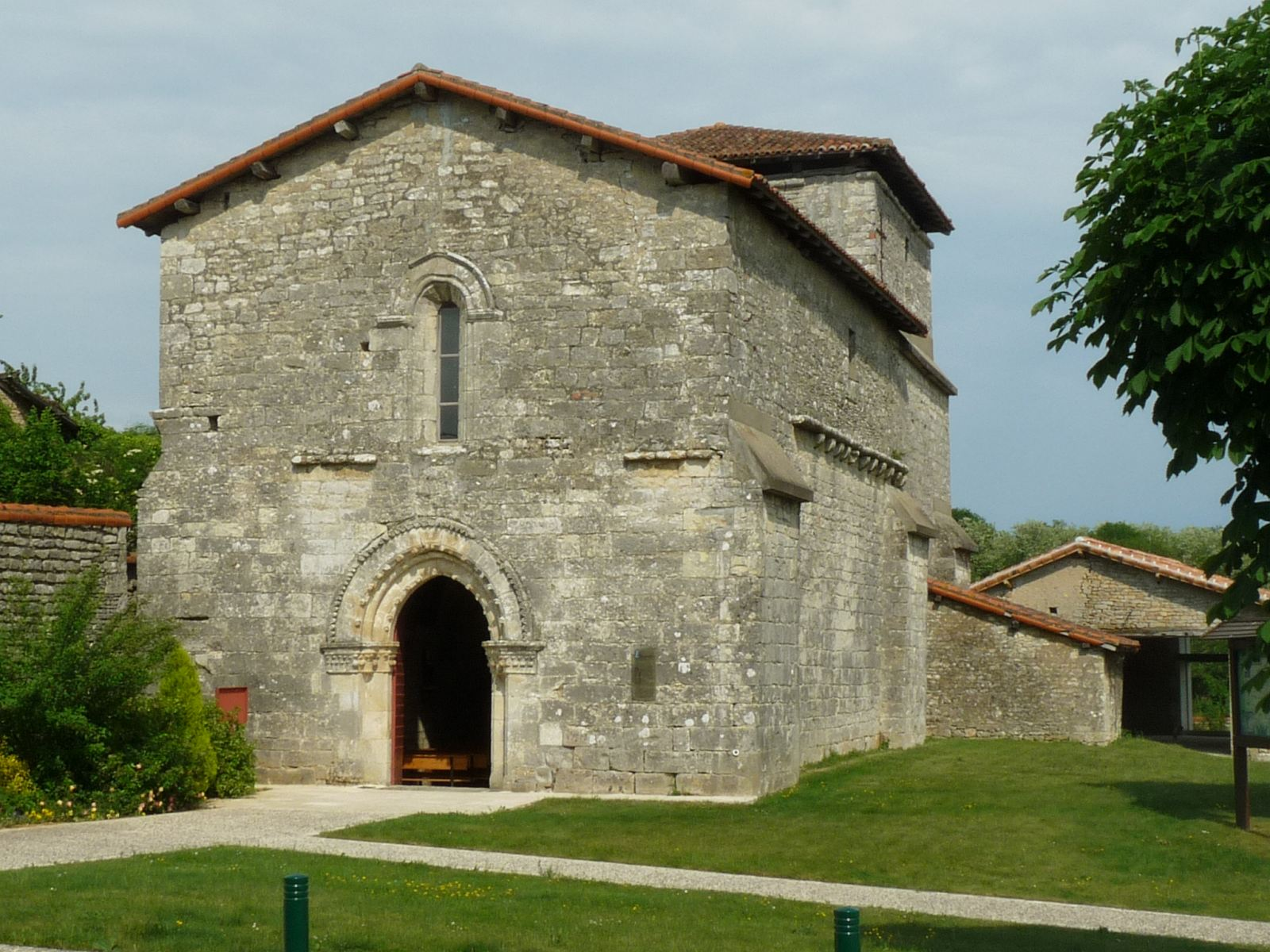
Commanderie du Grand-Madieu.

- Commanderie du Grand-Madieu.Hôpital Saint-Jean de Pierrefitte, commune de Giou-de-Mamou,
- Temple de Pallihac, probablement Paulhac.
- Dyana ,peut-être Dienne?
- Les Féniers, commune de Condat, canton Marcenais.
- Temple de Fraycinet.
- Saleissa , inconnus. Peut-être Salers.
- Crux d'Alba, inconnus. Peut-être La Croux, commune de Saint-Cirque, canton d'Aurillac ?

### Charente

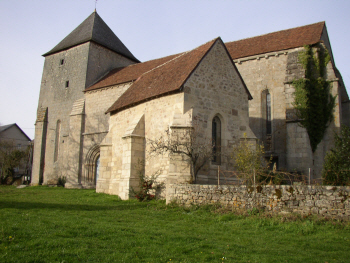
Commanderie de Paulhac.

Les possessions de l'ordre dans ce département faisaient partie de l'Angoumois donc du grand prieuré d'Aquitaine sauf deux commanderies qui se trouvaient dans et à la limite du comté de la Marche, à savoir :
- Commanderie du Grand-Madieu, commune du Grand-Madieu.
  - Membre: Commanderie du Chambon (Charente)
  - Membre: Commanderie du Petit-Madieu (Charente)
- Commanderie de Villejésus, commune de Villejésus
  - Membre: L'Hôpital-de-L'Espardelière (Haute-Vienne)
  - Membre: Commanderie Saint-Étienne, commune de Fouqueure (Charente)

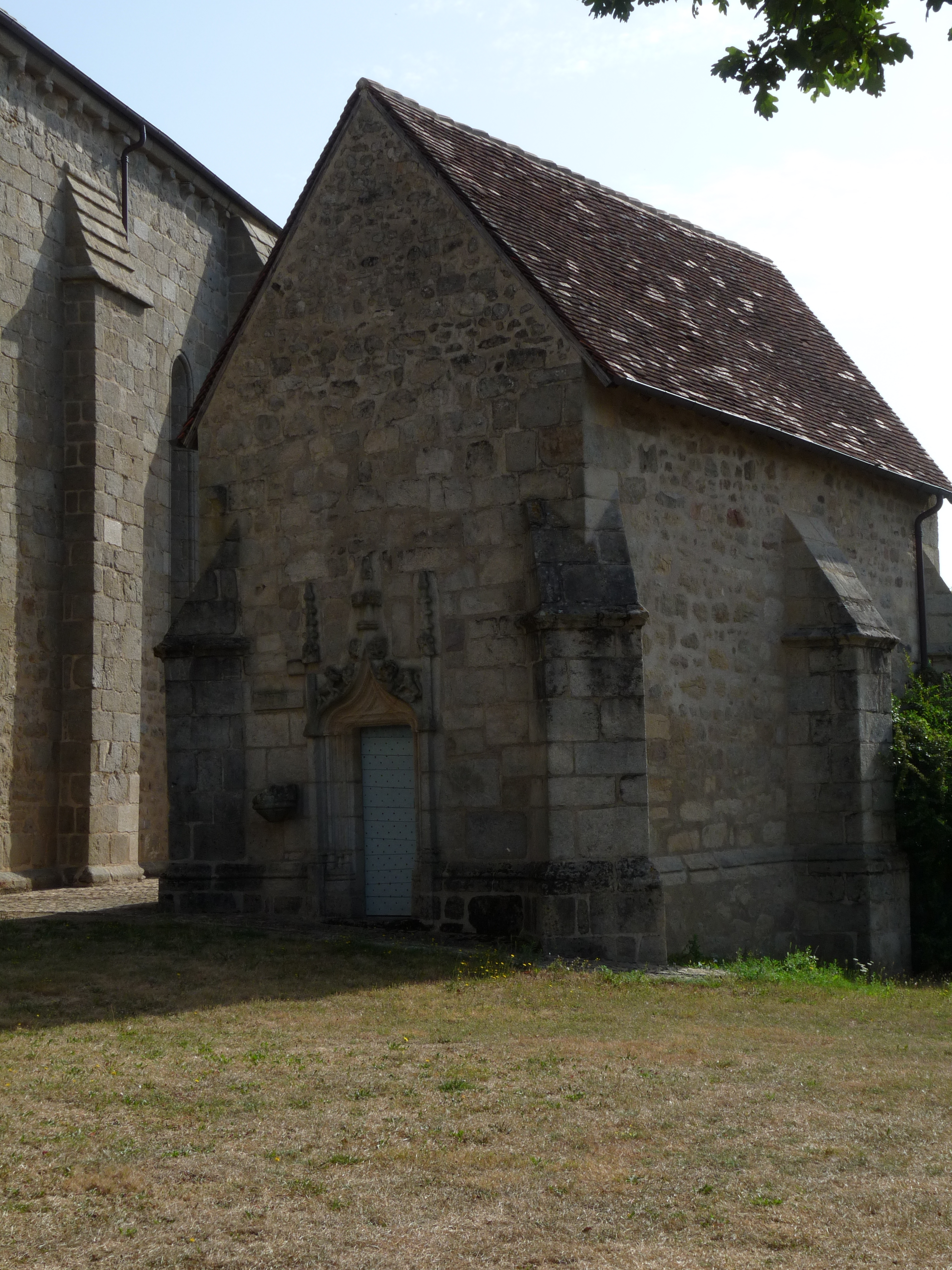
Chapelle Saint-Fiacre, commanderie de Paulhac.

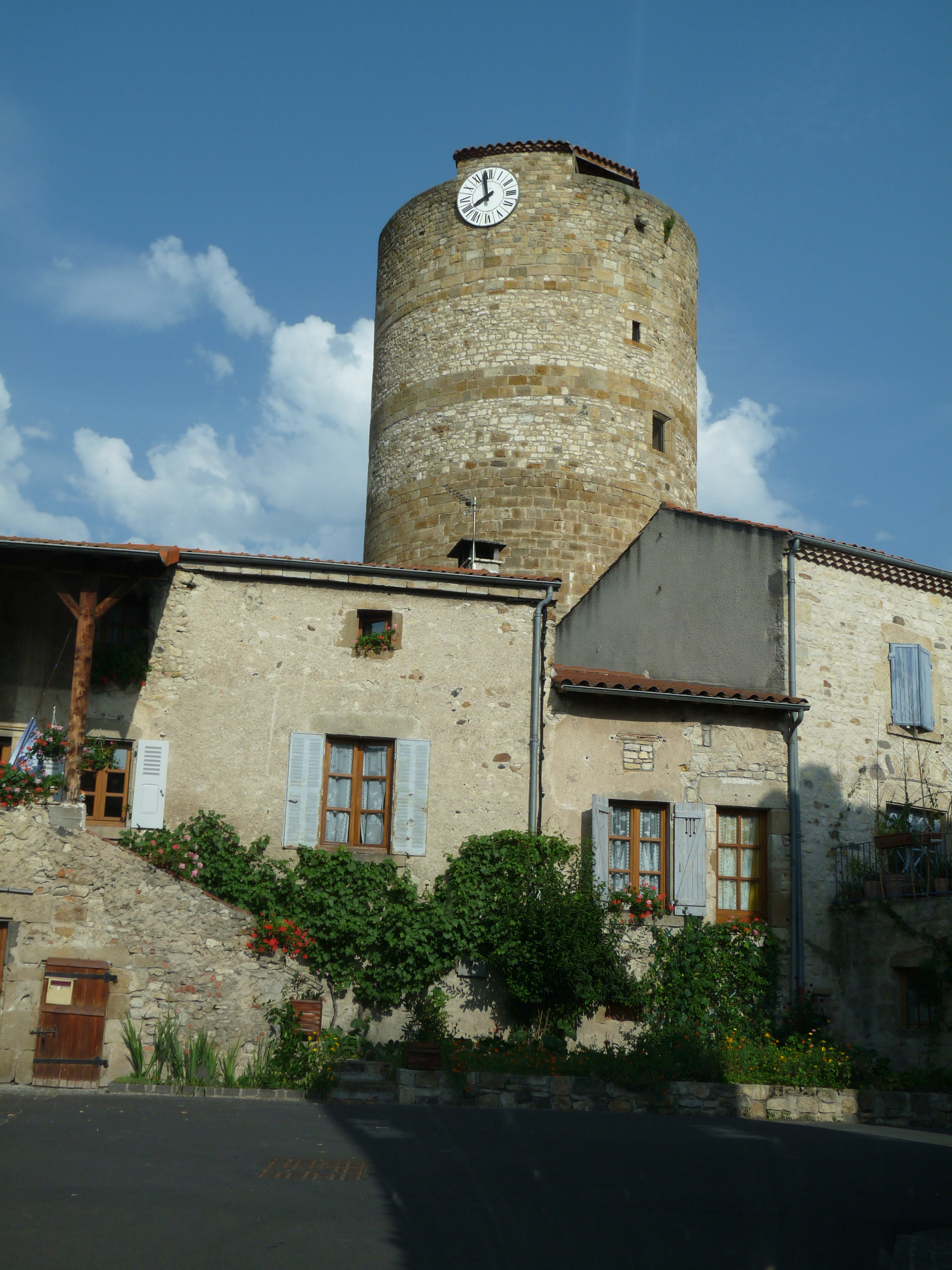
Village de la Sauvetat, fortifié par l'ordre de Saint-Jean-de-Jérusalem.

### Cher
- Commanderie de Beddes, diocèse de Bourges, commune de Beddes. Réunie avec Riolat (Indre) puis membre de Farges.
- Commanderie de Farges, commune de Farges-Allichamps
- Commanderie du Lieu-Dieu du Fresne alias l'Hôpital, commune de Blancafort[15]

### Creuse
- Commanderie de Chamberaud, commune de Chamberaud
  - Membres : La Pouge...
- Commanderie de Paulhac, aujourd'hui intégrée à Saint-Étienne-de-Fursac

### Haute-Loire
- Commanderie Saint-Jean du Puy
- Commanderie de Gourlong
- Commanderie de Pébellit
- Chambot : Le Chambon, lieu détruit, sur les bords de l'Allier, commune de Cohade.
- Commanderie de Brioude.
- Commanderie de Langeac.
- Commanderie de Bessamorel.
- Commanderie de Freycenet, commune de Saint-Jean-de-Nay.
- Commanderie du Pertuis.
- Commanderie de Farreyrolles, commune de Léotoing.
- Commanderie de Montredon, commune de Bellevue-la-Montagne.
- Commanderie de Chantoin.

### Isère
- Commanderie de Bellecombe, commune de Valencin
- Montfalcon, canton de Roybon (Isère).

### Indre
- Lureuil, canton de Tournon-Saint-Martin[16]
- Commanderie de Riolat, commune de Vicq-Exemplet au diocèse de Bourges. Réunie avec la commanderie de Beddes (Cher) puis membre de Farges.

### Lozère

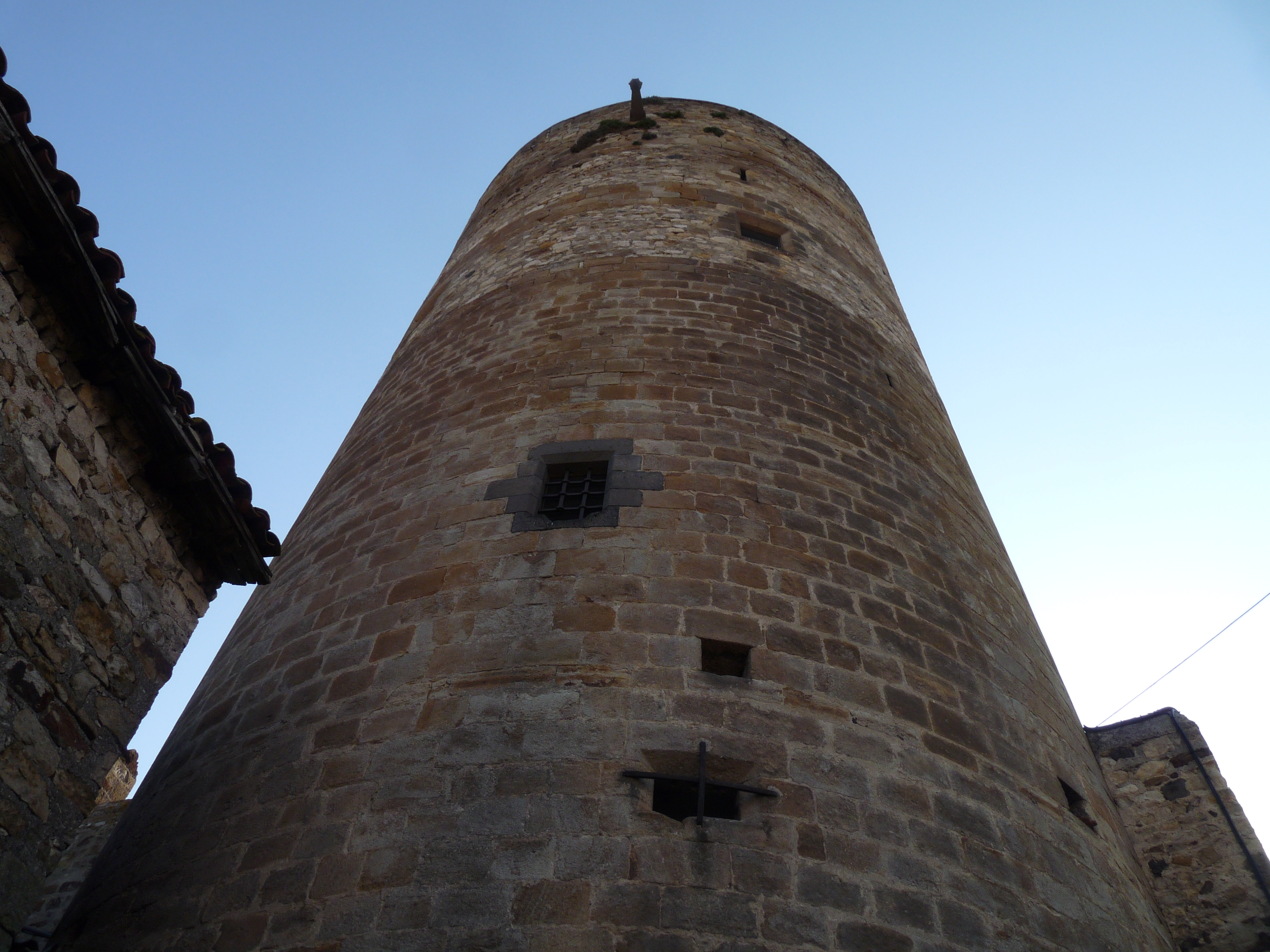
Donjon hospitalier de la Sauvetat.

- Commanderie de Chaulhac.

### Nièvre
Deux commanderies de ce département et du diocèse de Nevers faisaient partie du prieuré d'Auvergne:
- Commanderie de Bou, hameau de « Fonbout », commune de Saint-Pierre-le-Moûtier
- Commanderie du Feuilloux, commune de Avril-sur-Loire

Ce n'est pas le cas de la commanderie de Biches d'origine templière (commune de Biches) qui faisait partie du prieuré de France ainsi que son membre de Mourgues (Parigny-les-Vaux).

### Puy de Dôme
- Prieuré hospitalier d'Olloix
- Saint-Jean-de-Ségur, sud de Clermont-Ferrand
- Commanderie de Chanonat[18], commune de Chanonat.
- Charbonnier.
- Commanderie du Pont-Vieux, Pont Vieux, commune de Tauves (1293).
- Courtesserre, commune de Courpière.
- Tortebesse, canton d'Herment.
- Tralaigues, canton de Pontaumur.
- La Peize, commune de Gouttières.
- La Sauvetat, commanderie puis membre d'Olloix[19].
- La Forest, commune de Cisternes-la-Forêt.
- Commanderie de Billom
- Commanderie d'Ambert
- Commanderie des Champs, canton de Combronde (63), peut-être Saint-Bonnet-Las-Champs
- Commanderie de Badel, commune Mazoires (63), dépendance de la commanderie de Montchamp
- Commanderie de Ligonne (63), membres de la commanderie de Courteserre[20].

### Autre(s)
Ci-dessous des possessions de ce prieuré dans des départements ne faisant pas partie de l'Auvergne actuelle:
- Prieuré Saint-Julien de Cazillac (1319), actuelle commune du Vignon-en-Quercy[n 3]
- Les commanderies de l'ancienne comté de Bourgogne / Franche-Comté, à savoir les commanderies quis se trouvaient dans les départements du Doubs, Haute-Saône et Jura ainsi que celles en Saône-et-Loire.